# Ломницкий, Ярослав Людомир
Ярослав Людомир Ломницкий (пол. Jarosław Ludomir Łomnicki ) (1873—1931) — польский энтомолог, палеонтолог и  геолог. Один из основателей и вице-председатель Польского энтомологического общества. Сын известного натуралиста и геолога — Марьяна Ломницкого.

## Биография
Ярослав Людомир Ломницкий родился 19 мая 1873 года в Станиславове (ныне Ивано-Франковск, Украина) в семье известного натуралиста и геолога Марьяна Ломницкого. Ранние детские годы прошли в Станиславове. В 1879 году семья переезжает во Львов, где Ярослав идет в школу, а затем учится в гимназии. Во времена учебы в гимназии Ярослав помогает отцу в упорядочивании палеонтологических, геологических и энтомологических коллекций в Музее имени Дидушицких (теперь Природоведческий музей НАНУ), где и заинтересовался естественными науками. Отец часто брал сына в свои экспедиции по Галичине, в которых проводились стратиграфические наблюдения, изучалась фауна насекомых и рыб. Больше всего Ярослава Ломницкого в дальнейшем заинтересовали муравьи, новые виды которых он описал из Татр и окрестностей Львова. Из жуков он в первую очередь изучал водолюбов и плавунцов.
В 1891 году после окончания гимназии, он поступил во Львовский университет, где продолжил изучение естественных наук. Благодаря галицкой филантропу и меценату графу Владимиру Дидушицкому, который был основателем музея, Ярослав Ломницкий продолжил своё обучение в Ягеллонском университете в Кракове на кафедре зоологии. Здесь он работал в 1893—1894 годах ассистентом, а в 1895—1896 годах — ассистентом при кафедре ботаники. В 1896 году вернулся во Львов. По возвращении в 1896—1898 годах он работает ассистентом на кафедре минералогии и геологии во Львовской политехнике. В это же время проводит экспедиции по Галичине, в ходе которых проводятся геологические исследования отложения миоцена. По результатам исследований он составил геологическую карту исследуемого региона, которой пользуются и в наши дни. Из отложений около села Старуны он описывал несколько ископаемых видов насекомых.
В 1897 году он сдает экзамен в Венском университете и получает диплом учителя средней школы. Затем он снова возвращается в Краков, где начинает работать учителем биологии в местной гимназии, позднее преподает в Коломые и Львове. После смерти своего отца в 1915 году он вернулся во Львов, где остался жить до конца своей жизни. Здесь он занял должность директора в музее Дидушицких, которую ранее занимал его отец. Также одновременно он преподавал во Львовской гимназии. Будучи членом Общества естествоиспытателей им. Коперника, предложил создание энтомологической секции, которую впоследствии и возглавил. В 1922 году данная секция превращается в Польское энтомологическое общество. Сам Ломницкий становится его соучредителем и вице-председателем.
Умер 15 апреля 1931 года и был похоронен на Лычаковском кладбище во Львове.